# Moto Club de São Luís
Der Moto Club de São Luís, in der Regel nur kurz Moto Club genannt, ist ein Fußballverein aus São Luís im brasilianischen Bundesstaat Maranhão.
Aktuell spielt der Verein in der vierten brasilianischen Liga, der Série D.

## Erfolge
- Staatsmeisterschaft von Maranhão 26x: 1944, 1945, 1946, 1947, 1948, 1949, 1950, 1955, 1959, 1960, 1966, 1967, 1968, 1974, 1977, 1981, 1982, 1983, 1989, 2000, 2001, 2004, 2006, 2008, 2016, 2018
- Staatsmeisterschaft von Maranhão – 2nd Division: 2010, 2013
- Copa dos Campeões do Norte: 1948
- Staatspokal von Maranhão 8x: 1972, 1978, 1981 1982, 1985, 1993, 2003, 2004

## Stadion
Der Verein trägt seine Heimspiele im  Estádio Municipal Nhozinho Santos, auch unter dem Namen Estádio Nhozinho Santos bekannt, in São Luís aus. Das Stadion hat ein Fassungsvermögen von 11.500 Personen.

## Trainerchronik
Stand: 28. Juni 2021
| Trainer                     | Nation    | von               | bis              |
| --------------------------- | --------- | ----------------- | ---------------- |
| Ruy Scarpino                | Brasilien | 1. Januar 2016    | 14. Februar 2017 |
| Leston Júnior               | Brasilien | 30. April 2017    | 3. Juli 2017     |
| Marcinho Guerreiro          | Brasilien | 6. Juli 2017      | 1. Mai 2018      |
| Luis Miguel Oliveira        | Portugal  | 2. Mai 2018       | 24. Juni 2018    |
| Wallace Lemos               | Brasilien | 22. Oktober 2018  | 24. Juni 2019    |
| Marcinho Guerreiro          | Brasilien | 1. Oktober 2019   | 9. November 2019 |
| Leandro Campos              | Brasilien | 18. November 2019 | 10. Februar 2020 |
| Dejair                      | Brasilien | 10. Februar 2020  | 1. Oktober 2020  |
| Marcinho Guerreiro          | Brasilien | 10. Dezember 2020 | 11. März 2021    |
| Júnior Amorim               | Brasilien | 16. März 2021     | 24. Mai 2021     |
| Carlos Henrique Brito Ferro | Brasilien | Juni 2021         | heute            |